# Семёнов, Борис Андреевич
Борис Андреевич Семёнов (15 февраля 1939, Оболь — 30 мая 2025, Лесной, Свердловская область) — советский и российский тренер высшей категории по лёгкой атлетике. Заслуженный тренер РСФСР (1979). Заслуженный работник физической культуры РСФСР (1991). Почётный гражданин города Лесной (2017).

## Биография
Борис Андреевич Семёнов родился 15 февраля 1939 года в поселке Оболь Сиротинского района Витебской области. После окончания Великой Отечественной войны семья переехала в Оршу. Там Борис учился в средней школе № 1. После окончания 7 класса, он поступил в Витебский физкультурный техникум. Затем в 1962 году окончил Смоленский институт физической культуры, и стал работать инструктором производственной гимнастики комбината «Электрохимприбор». С 1962 года женат на Лидии Семёновой.
В 1964—1993 и 1994—2001 годах работал старшим тренером по лёгкой атлетике в ДЮСШ спортивного клуба «Факел». С 1993 по 1994 год был заместителем председателя комитета по физической культуре и спорту — директором спортивного клуба «Факел».
С 2011 года Борис Андреевич больше не тренировал, однако он по-прежнему работал в судейских бригадах и Координационном совете по спорту при главе городской администрации.
В 2017 году удостоен звания «Почётный гражданин города Лесной» — за многолетний добросовестный труд, высокий профессионализм, активную деятельность по нравственно-патриотическому воспитанию, большой личный вклад в развитие и процветание города Лесного.
Наиболее известным воспитанником Семёнова является олимпийский чемпион 1980 года (г. Москва, СССР) в эстафете 4×100 м, чемпион Европы 1982 года (г. Афины, Греция) в эстафете 4×100 м, двукратный победитель Универсиад 1979 г. (г. Мехико, Мексика) и 1983 г. (г. Эдмонтон, Канада) в беге на 110м с барьерами, 13-ти кратный чемпион СССР (100 м, 110м/б, эстафета 4×100м) Андрей Прокофьев.
Скончался 30 мая 2025 года.

## Фотографии разных лет
- Семёнов Борис Андреевич за судейской работой

## Награды и звания
- Почётное звание «Заслуженный тренер РСФСР» (1979).
- Медаль «За трудовое отличие» (1980)[10].
- Почётное звание «Заслуженный работник физической культуры РСФСР» (1991).
- Грамота губернатора Свердловской области (2000).
- Медаль «Ветеран труда».
- Знак отличия Свердловской области «Спортивная доблесть»[11].
- Почётный гражданин города Лесной (2017).